# Michel Hofmann
Michel Hofmann (* 13. August 1903 in Waischenfeld; † 7. November 1968 in Würzburg) war ein deutscher Jurist und Direktor des Staatsarchivs Würzburg.

## Leben
Michel Hofmann war der Sohn eines Kaufmanns und einer Lehrerstochter. Er begann seine  Schulbildung in der Volksschule Waischenfeld, sein Weg führte dann nach Bamberg, wo er im Studienkolleg Aufseesianum wohnte und das Alte Gymnasium bis zum Abitur besuchte. Danach studierte Hofmann zunächst ein Semester in Bamberg, in der Absicht, Theologe zu werden. Im zweiten Semester entschied er sich aber für das juristische Studium, das er in München und Würzburg absolvierte. Von Erich von Guttenberg, dem Altmeister fränkischer Geschichte, erhielt Hofmann das Thema seiner Doktorarbeit, mit der er bei Ernst Mayer mit summa cum laude promoviert wurde.
Nach seinem ersten juristischen Staatsexamen trat Hofmann 1928 in den bayerischen Archivdienst ein. Hier wurden seine rechtshistorischen Interessen durch den Generaldirektor der Bayerischen Staatsarchive, Otto Riedner, archivalisch vertieft. 1932 bestand Hofmann die große Staatsprüfung zum Archivdienst wie alle vorangegangenen Prüfungen mit ausgezeichnetem Ergebnis. Seit 1933 war Michel Hofmann dem Staatsarchiv Bamberg als dritter wissenschaftlicher Beamter zugewiesen. Während des Krieges führte er mehrere Jahre die Amtsgeschäfte mit bestem Erfolg.
Als altphilologisch gebildeter Freund des Münchner Verlegers Ernst Heimeran wurde Hofmann zum Mitarbeiter von dessen Sammlung Tusculum. Seine Anthologien Antike Weisheit (mit Heimeran, 1931, 7. Auflage 1959) und Antike Briefe (1935) sowie der Tusculum-Kalender (1933), eine sorgfältig erklärte Fassung des altrömischen Kalenders, sind in ihrer souveränen Auswahl und Darbietung des Stoffes kleine Meisterwerke. Auch für seine musischen Interessen war Hofmann geschätzt, wie sich in der Zusammenarbeit mit Carl Orff zeigte: Hofmann stellte den Text für die 1937 uraufgeführten Carmina Burana zusammen.
Er wirkte an den Universitäten Erlangen, Frankfurt am Main und Würzburg als Lehrbeauftragter für fränkische Rechtsgeschichte.
1945 enthoben die Besatzungsmächte Michel Hofmann aus politischen Gründen seines Amtes am Staatsarchiv Bamberg. 
Er wurde dann als Redaktionsmitglied, Abteilung Feuilleton, der Bamberger Tageszeitung Fränkischer Tag berufen, wo er die Beilage Fränkische Blätter gründete, auch heute noch eine unerschöpfliche Quelle für den Historiker. Daneben erschien auch eine Kinderbeilage von ihm.
1956 übernahm Michel Hofmann wieder seine frühere Stelle am Staatsarchiv Bamberg und wurde am 15. April 1958 zum Vorstand des Staatsarchivs Würzburg als Nachfolger des in den Ruhestand getretenen  Paul Fraundorfer ernannt. 
Wenige Wochen nach seiner Pensionierung als Direktor des Staatsarchivs Würzburg verstarb er am 7. November 1968 und wurde in seiner Heimatgemeinde Waischenfeld bestattet.

## Veröffentlichungen
- Die mittelalterliche Entwicklung der Gerichtsverhältnisse im alten Amt Fürth. Huber, Diessen 1932 (Würzburg, Univ., Diss., 1932).
- Hrsg.: Tusculum-Kalender. Das ist ein vollständiger julianischer Kalender des alten Rom mit vielerlei Fest-, Markt-, Opfer-, Glücks- und Unglückstagen ... versehen mit einem Kalendarium für unsere Zeit auf das Jahr 1933. Heimeran, München 1933.
- Caesars Kalender. Der antike Kalender zum ersten Mal in moderner Form. Heimaren München 1934 (Tusculum-Schriften; 20).
- mit Ernst Heimeran Hrsg.: Antike Weisheit. Eine Sammlung lateinischer und griechischer Gedanken. Urtext und Übersetzung. Heimeranm, München 1934.
- Hrsg.: Antike Briefe. Lateinische und griechische Privatbriefe aus dem Alltagsleben. Urtext und Übersetzung. Heimeran, München 1935 (Digitalisat).
- Diplomatenlisten: Brandenburg-Ansbach, Markgrafschaft; Brandenburg-Bayreuth, Markgrafschaft. In: Repertorium der diplomatischen Vertreter aller Länder, Band I (1936).
- Carmina Burana (Textbuch und deutsche Übertragung), Lieder aus der Benediktbeurer Handschrift. Schott, Mainz 1937. [Text zur Uraufführung der „Carmina Burana“ von Carl Orff in Frankfurt a. M. 1937].
- Die Außenbehörden des Hochstifts Bamberg und der Markgrafschaft Bayreuth. In: Jahrbuch für fränkische Landesforschung (1937), S. 52–96.
- Die wichtigsten archivalischen Quellen für die bäuerliche Sippen- und Besitzgeschichte im oberfränkischen Raum der Bayerischen Ostmark vor dem 19. Jahrhundert. Blut- und Boden-Verlag, Goslar 1939 (Quellen zur bäuerlichen Hof- und Sippenforschung; 26).
- Vom Wachstum Bambergs, aufgezeigt am Zweidler'schen Plan von 1602. Meisenbach, Bamberg 1940 (Kleine Bamberger Bücher; 2).
- Dorfverfassung am Obermain (1941)
- Kleine Bamberger Heimatkunde und Stadtgeschichte. Buchner, Bamberg 1956.
- Carl Orff / Michel Hofmann: Briefe zur Entstehung der Carmina Burana. Hrsg. und kommentiert von Frohmut Dangel-Hofmann. Schneider, Tutzing 1990, ISBN 3-7952-0639-1.

Darüber hinaus verfasste er zahlreiche regionalgeschichtliche Beiträge in verschiedenen regionalen Zeitschriften.